# Karádi Gábor
Karádi Gábor vagy Gabor M. Karadi (Budapest, 1924. szeptember 12. – Budapest, 2018. december 19.) amerikai magyar vízépítő mérnök, a műszaki tudomány doktora, a Magyar Tudományos Akadémia külső tagja. Munkássága különösen az energiatározó vízerőművek építési szabályozása és környezeti hatástanulmányai kapcsán jelentős.

## Életútja
A budapesti Bolyai János Honvéd Műszaki Akadémián tanult, itt avatták vasútépítő hadnaggyá 1944-ben. A második világháború végóráiban, 1945-ben szovjet hadifogságba került, s csak 1947-ben tért vissza. Ezt követően a József Nádor Műszaki és Gazdaságtudományi Egyetem – 1949-től Budapesti Műszaki Egyetem – hallgatója lett, ahol 1950-ben szerezte meg építőmérnöki oklevelét. Ugyanebben az évben kinevezték a műgyetem II. vízépítési tanszékére tanársegédnek, ahol 1951–1954 között Mosonyi Emil professzor irányításával dolgozott. 1954–1957 között az akkor alakult Vízügyi Tervező Irodában (Viziterv) dolgozott mint a vízgazdálkodási osztály főtervezője, 1957–1963 között pedig a Csatorna- és Vízvezeték-építő Vállalat alkalmazásában állt főtechnológusi beosztásban. 1954-ben a műszaki tudomány kandidátusa lett, 1964-ben doktori fokozatot szerzett.
1963–1966 között a szudáni Kartúmi Egyetem építőmérnöki és építészeti karán, ezt követően amerikai egyetemeken oktatott. 1966–1967-ben az illinoisi Northwestern Egyetem tanára, 1967–1968-ban a milwaukeei Wisconsin-Milwaukee_Egyetem mechanikai tanszékének tanársegédje, 1968-tól egyetemi tanára volt. Közel két évtizeden keresztül, 1975–1993 között ő vezette a tanszéket, 1997-es nyugdíjazása óta az egyetem professor emeritusa.

## Munkássága
Kutatásainak homlokterében a hidromechanika és a hidraulika, valamint a vízenergia-hasznosítás, energiatározó vízerőművek építésének szabványosítása és környezetvédelmi vonatkozásai állnak. 1989–1991 között az amerikai energiaügyi minisztérium főtanácsadójaként a fejlett energiatározók paramétereit kidolgozó munkálatokat vezette. Az Amerikai Mérnöki Társaság (American Society of Civil Engineers, ASCE) bizottságának tagjaként kidolgozta a szivattyús energiatározók szabályzatának környezetvédelmi fejezetét. 2001-ben elhangzott akadémiai székfoglalójának címe Szennyezett területek feltárása és helyreállítása volt.
Tanulmányai főként nemzetközi szakfolyóiratokban, tanulmánykötetekben jelennek meg.

### Társasági tagságai és elismerései
Tudományos érdemei elismeréseként 2001-ben a Magyar Tudományos Akadémia külső tagjává választották. 1971–1995 között a Nemzetközi Vízkészletszövetség (International Water Resources Association) alapító főtitkáraként tevékenykedett, 1995-től tiszteleti tagja a Magyar Hidrológiai Társaságnak.
1962-ben az Építésügyi Minisztérium Aranydiplomáját, 1989-ben az Amerikai Mérnöki Társaság Phillip R. Hoffman-díját vehette át. 1989-ben a Budapesti Műszaki Egyetem díszdoktorává avatták.

### Fő műve
- Hydropower design guidelines. New York. 1990. (Többekkel)